# (36201) 1999 TE98
1999 TE98 (asteroide 36201) é um asteroide da cintura principal. Possui uma excentricidade de 0.11804980 e uma inclinação de 12.30463º.
Este asteroide foi descoberto no dia 2 de outubro de 1999 por LINEAR em Socorro.